# Britannic (schip, 1915)
HMHS Britannic was een zusterschip van de Britse lijnschepen Titanic en Olympic van rederij White Star Line. RMS Titanic was op het moment van tewaterlating in 1911 het grootste bewegende object dat door de mens was gebouwd. HMHS Britannic, die in 1914 van stapel liep, was nog iets langer en breder.

## Historische achtergrond
In de eerste jaren van de twintigste eeuw ontstond er grote druk op Britse lijndiensten op de Atlantische Oceaan om het personenvervoer van en naar Amerika te intensiveren. Daarvoor waren drie redenen:
- toerisme: onder rijke Amerikanen bestond veel belangstelling voor een bezoek aan het oude Europa;
- emigratie: de dramatische verschillen tussen arm en rijk in het Verenigd Koninkrijk, dat op de top van zijn imperialistische macht stond, dwongen vele armen ertoe hun geluk elders te zoeken. Vooral Ieren zochten hun heil in Amerika. Tussen 1892 en 1910 maakten twaalf miljoen emigranten de overtocht;
- concurrentie: er ontbrandde een felle strijd om deze vervoermarkt tussen maatschappijen in het Verenigd Koninkrijk en op het vasteland van Europa: ook daar, met name in Duitsland, werden reuzenschepen in aanbouw genomen.

In het Verenigd Koninkrijk werden in die tijd de trans-Atlantische lijndiensten beheerst door twee maatschappijen: Cunard Line en de White Star Line. Ze besloten beide de lucratieve markt veilig te stellen door de bouw van superschepen.
Cunard liet de Lusitania en de Mauretania bouwen (1907); later zou nog de Aquitania volgen. De White Star Line gaf opdracht voor de Olympic (1910), gevolgd door de Titanic (1911), terwijl een derde schip, de Britannic, dat aanvankelijk de Gigantic zou heten, in 1914 in de vaart werd genomen.
De toeristenklassen van deze lijnschepen zijn beroemd gebleven om hun luxe. De derde klas daarentegen was bestemd voor de verpauperde emigranten, die echter in zoverre een elite vormden dat ze althans nog in staat waren geweest de overtocht te betalen: die kostte hen $ 32. Deze derde klas was schamel in haar voorzieningen, maar was voor de exploitant toch de lucratiefste.

## Gevolgen van deTitanic-ramp

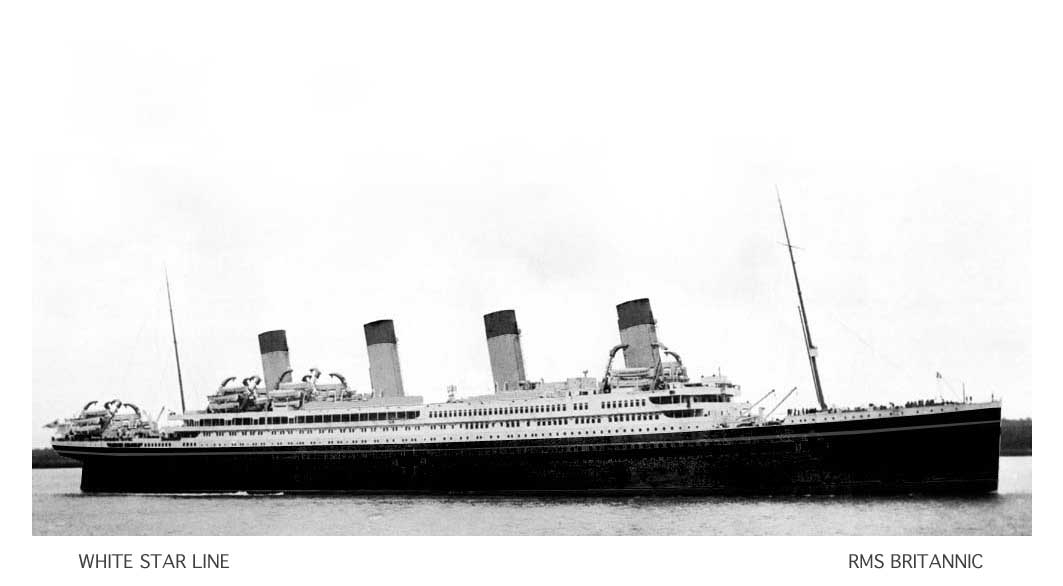
Reconstructie van hoe de RMS Britannic eruit zou hebben gezien als passagiersschip van de White Star Line.

Toen de Titanic vergaan was, was het noodzakelijk de constructie van de Olympic en de Britannic grondig te herzien.
Het ontwerp werd uitvoerig gewijzigd. Zo werden de schepen voorzien van een dubbele, waterdichte bekleding en werden de bekende gescheiden compartimenten verbeterd. Zes van de vijftien schotten werden verhoogd tot aan het B-dek. Met deze wijzigingen zou het schip nog kunnen blijven drijven als de voorste zes compartimenten volliepen, in plaats van vier op de Titanic. Ook werd een nieuwe scheepswet van kracht: álle schepen dienden genoeg reddingsboten aan boord te hebben voor álle opvarenden. De Britannic en Olympic kregen daarom geheel nieuwe davits die twee rijen sloepen konden dragen. Op het achterdek zouden aanvankelijk ook reddingssloepen beschikbaar staan, maar deze had de Britannic niet, omdat het als hospitaalschip zelf al genoeg reddingsboten aan boord had. Ook kregen de Olympic en de Britannic meer reddingsvlotten en reddingsvesten aan boord. Verder kwamen er beter bereikbare noodwegen voor de 2e en 3e klas.

## De Eerste Wereldoorlog en ondergang van het schip
In februari 1914 werd de Britannic, met 48 158 brt nog iets groter dan de Titanic (46 328 brt), in de vaart genomen, enkele maanden voordat de Eerste Wereldoorlog uitbrak. Toen dat gebeurde, werd het schip door de Britse marine en defensie gevorderd en ingezet als hospitaalschip.

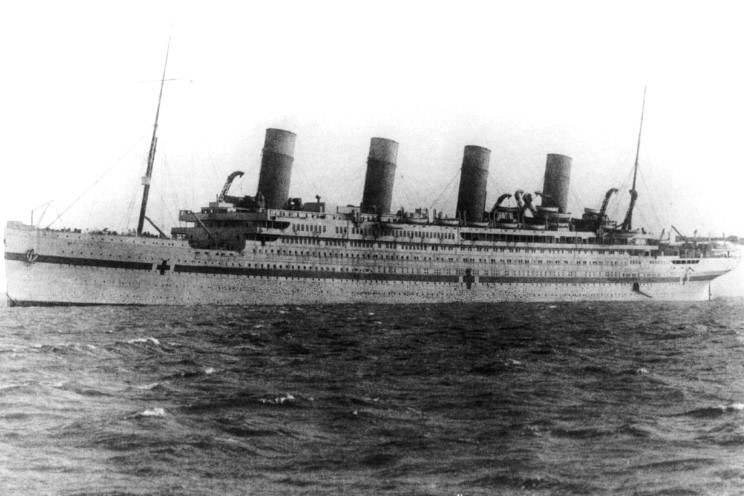
De HMHS Britannic in 1915.

Op 12 november 1916 begon de Britannic aan haar zesde reis over de Middellandse Zee. Op 21 november 1916 zonk de Britannic in de Egeïsche Zee. Kort na 8.10 uur liep het schip op een Duitse mijn, waarna het snel zonk. Direct werd het commando gegeven om de passagiers naar de reddingssloepen te leiden. Dit alles verliep niet helemaal vlekkeloos; twee sloepen werden naar de rechterschroef van het nog steeds varende schip gezogen en vermalen. Hierdoor kwamen 30 mensen om. Rond 9.00 uur, toen het achterschip ongeveer 11 graden omhoog stond, maakte het schip slagzij naar stuurboord en verdween onder water. De Britannic zonk in 55 minuten.
Over de omstandigheden van deze snelle ondergang is veel gespeculeerd. Mijnen waren er wel in de Middellandse Zee, dus een ervan heeft de ramp veroorzaakt. Er is echter ook geopperd dat er een torpedo op het vaartuig is afgeschoten. Weliswaar werden hospitaalschepen doorgaans ongemoeid gelaten (krachtens de Geneefse Conventies), maar er is op gezinspeeld dat de Britannic wellicht door de Britten werd gebruikt om wapens en munitie te vervoeren. Dit is echter nooit bevestigd. Er wordt nog steeds onderzoek gedaan naar het wrak.

## Nasleep
Na het verdrag van Versailles in 1919 moest Duitsland een groot lijnschip, de Bismarck, ter compensatie afstaan aan de White Star Line. Het schip werd omgedoopt tot Majestic. Ook Cunard was in de oorlog een schip kwijtgeraakt, de Lusitania. Deze maatschappij verkreeg ter compensatie de Duitse Imperator, waarvan de naam werd veranderd in Berengaria. In 1934 zijn de twee maatschappijen met elkaar gefuseerd.

## Het wrak
Het wrak van de Britannic werd in 1975 door Onderzoeker Jacques Cousteau ontdekt. Het schip ligt op de zij, 121 meter onder de zeespiegel. Sindsdien zijn er vele duikexpedities naar het wrak geweest waarbij talloze foto- en filmopnames zijn gemaakt. Een expeditie in 2003 toonde aan dat waterdichte deuren in het wrak openstonden en dat er in de directe omgeving van het wrak restanten van mijnen te zien waren. Hieruit werd geconcludeerd dat de Britannic waarschijnlijk vanwege een mijn was gezonken, en niet vanwege een torpedo.